# Egzekucje w lesie Buczyna w Zbylitowskiej Górze
Egzekucje w lesie Buczyna w Zbylitowskiej Górze – masowe egzekucje obywateli polskich przeprowadzane przez okupantów niemieckich w lesie Buczyna nieopodal wsi Zbylitowska Góra pod Tarnowem.
W latach 1939–1944 funkcjonariusze SS i policji niemieckiej zamordowali w Buczynie do 10 tys. mężczyzn, kobiet i dzieci. W gronie ofiar znalazło się od kilkuset do 2 tys. polskich więźniów politycznych oraz około 6–8 tys. osób pochodzenia żydowskiego. Wśród tych ostatnich przeważali mieszkańcy getta w Tarnowie.
Po wojnie na miejscu zbrodni wzniesiono pomnik-mauzoleum. Masowe groby w lesie Buczyna są największym cmentarzem ofiar Holocaustu znajdującym się w granicach Polski po 1945.

## Geneza
Tarnów został zajęty przez oddziały Wehrmachtu 7 września 1939. Okupanci niemieccy stosowali terror wobec polskiej i żydowskiej ludności miasta i regionu.
Szczególną rolę w represyjnej polityce okupanta odgrywało przedwojenne więzienie śledcze przy ul. Konarskiego, które niemiecka policja bezpieczeństwa przejęła po zajęciu miasta. W latach okupacji codziennie doprowadzano tam grupy aresztantów z Tarnowa i okolicznych miejscowości, liczące zazwyczaj od kilku do kilkunastu osób. Bywały dni, kiedy w więzieniu osadzano jednorazowo do 70 aresztantów. Ponadto tarnowski zakład pełnił funkcję więzienia etapowego, w którym gromadzono Polaków przywiezionych z różnych więzień i aresztów w Polsce południowo-wschodniej. Do 31 lipca 1942 skierowano tam 204 transporty z 6296 więźniami. W zakładzie przy ul. Konarskiego osadzano najczęściej więźniów przywiezionych z Nowego Sącza, Krakowa i Sanoka. Trafiały tam również transporty z Bochni, Brzeska, Dębicy, Dąbrowy Tarnowskiej, Jarosławia, Niska, Rzeszowa, a nawet z Lublina i Zamościa.
Niemcy przystąpili także do izolowania i koncentracji ludności żydowskiej, choć formalne utworzenie getta nastąpiło dopiero 19 czerwca 1942, tj. po zakończeniu pierwszej „akcji wysiedleńczej”. W pierwszych latach okupacji do Tarnowa przesiedlono tysiące Żydów z okolicznych miejscowości. Na początku czerwca 1942 dzielnica żydowska liczyła około 40 tys. mieszkańców. Tarnów stał się w ten sposób jednym z największych skupisk żydowskich w dystrykcie krakowskim Generalnego Gubernatorstwa.

## Miejsce kaźni Polaków

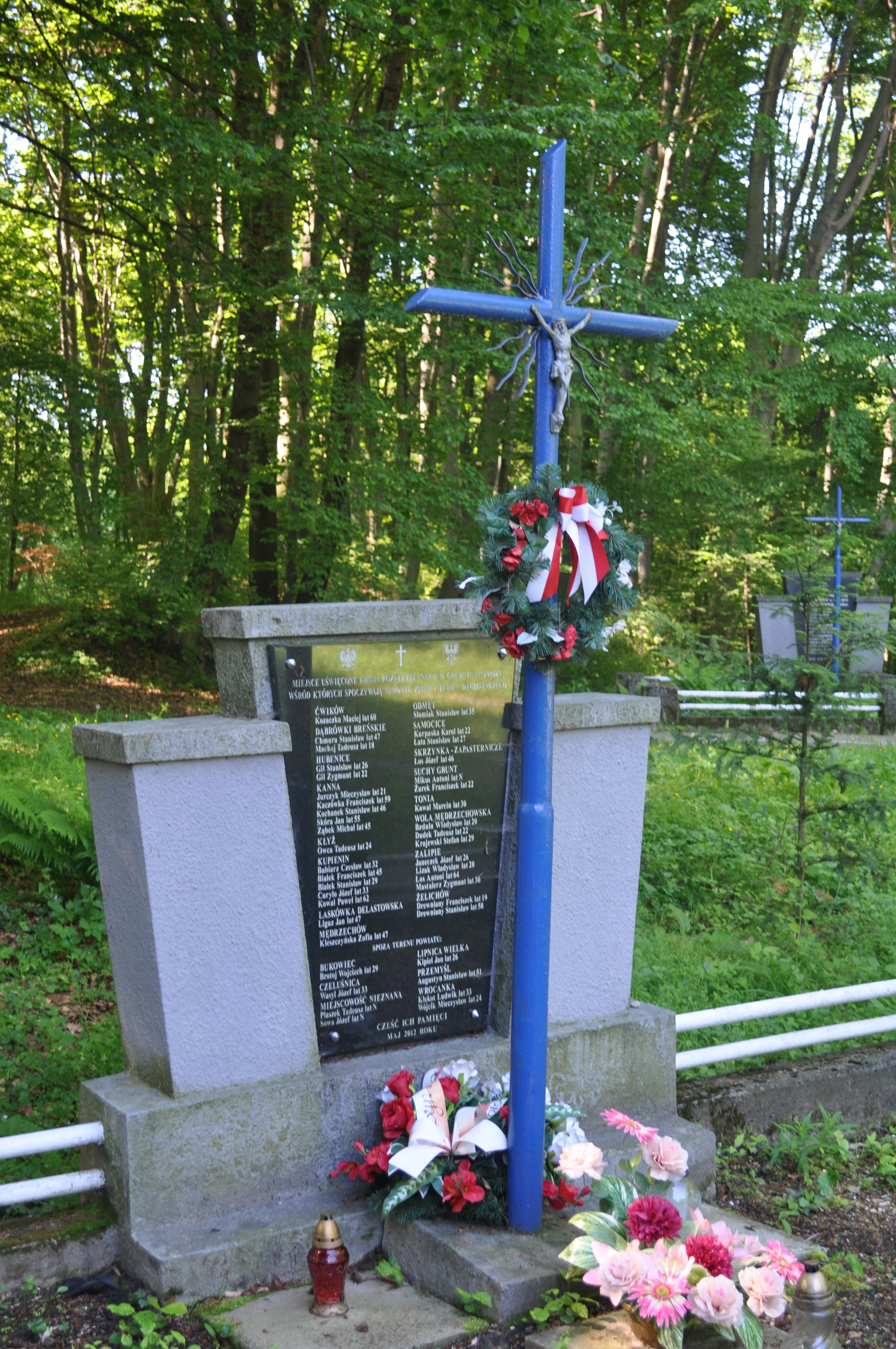
Grób Polaków zamordowanych 11 grudnia 1939 roku

W okresie niemieckiej okupacji przez tarnowskie więzienie przeszło około 25 tys. więźniów. Wielu z nich deportowano do obozów koncentracyjnych, innych stracono. Polskich więźniów politycznych potajemnie rozstrzeliwano zarówno na terenie więzienia, jak też w miejscach położonych w pobliżu Tarnowa – w lesie „Kruk” pod Skrzyszowem, w Pogórskiej Woli, w lesie na Słonej Górze (w części należącej do Poręby Radlnej), w Koszycach Małych, w lasku „Sośnina” na pograniczu Śmigna i Pawęzowa, w lasach w pobliżu Wojnicza i Zakliczyna. Najczęściej jednak więzionych wywożono na stracenie do lasu Buczyna pod Zbylitowską Górą (ok. 8 km na zachód od centrum miasta) .
Przygotowania do egzekucji odbywały się zazwyczaj według jednakowego scenariusza. Więźniów skazanych na śmierć wyprowadzano na więzienny korytarz i po odczytaniu wyroku odprowadzano do cel śmierci (niem. Abgangzelle). O świcie lub o zmierzchu skazańców ładowano na auta, zakuwając ich w kajdany lub krępując im ręce drutem. Po dowiezieniu do lasu ofiary były rozstrzeliwane, a ich ciała grzebane w miejscu egzekucji.
Pierwsza egzekucja w lesie Buczyna miała miejsce 11 grudnia 1939. Tego dnia z siedziby tarnowskiego Gestapo przy ul. Urszulańskiej przywieziono tam na stracenie 42 Polaków. Byli to w większości mieszkańcy Powiśla Dąbrowskiego aresztowani w wyniku niemieckiej akcji policyjnej, mającej na celu ujęcie osób przechowujących broń.
Egzekucje polskich więźniów odbywały się w lesie Buczyna także w kolejnych latach okupacji . Nie jest znana dokładna liczba zamordowanych w tym miejscu Polaków. W zależności od źródła szacuje się, że wyniosła ona od kilkuset  do 2 tys. osób.

## Miejsce kaźni Żydów

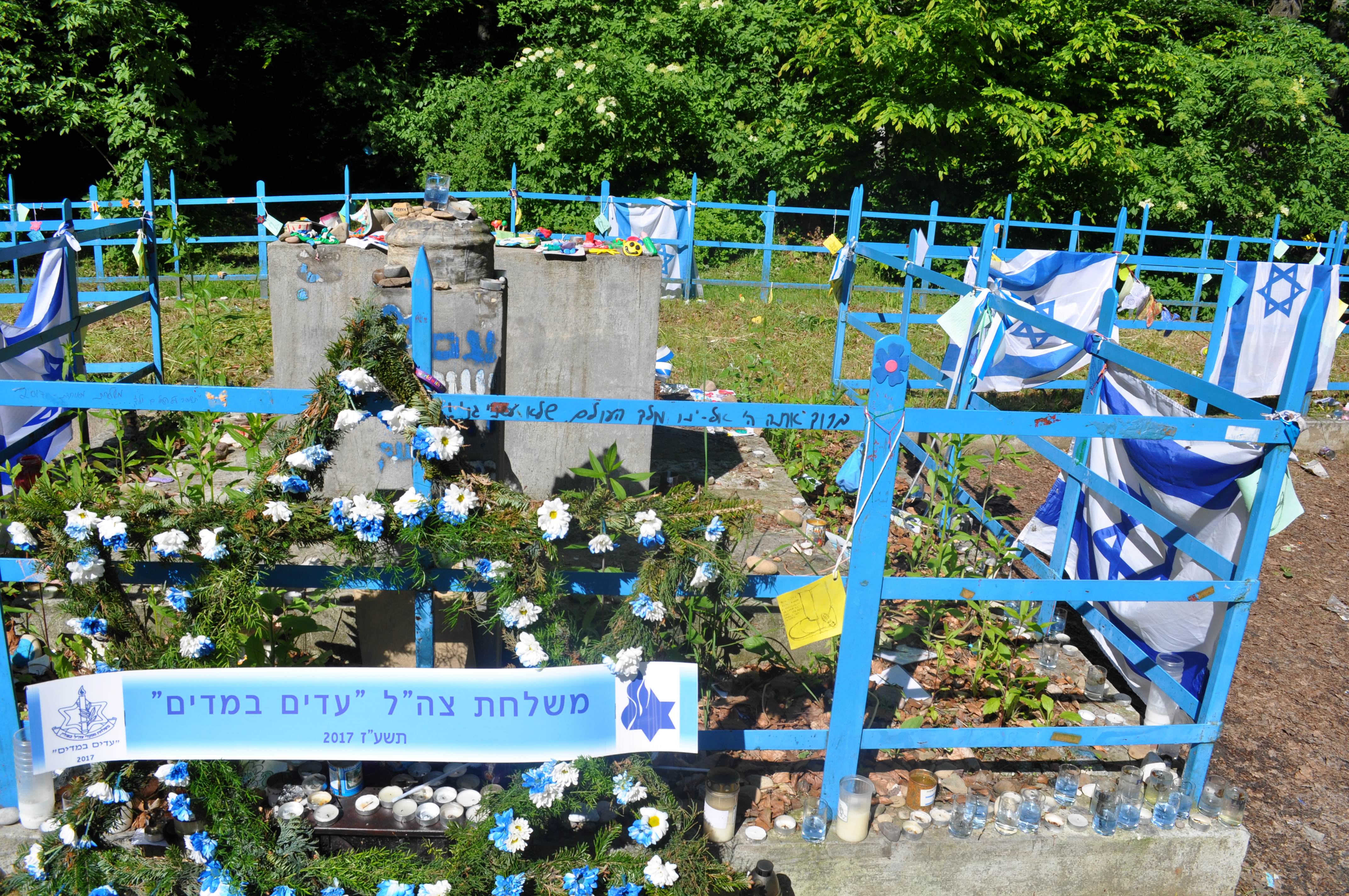
Mogiła dzieci żydowskich

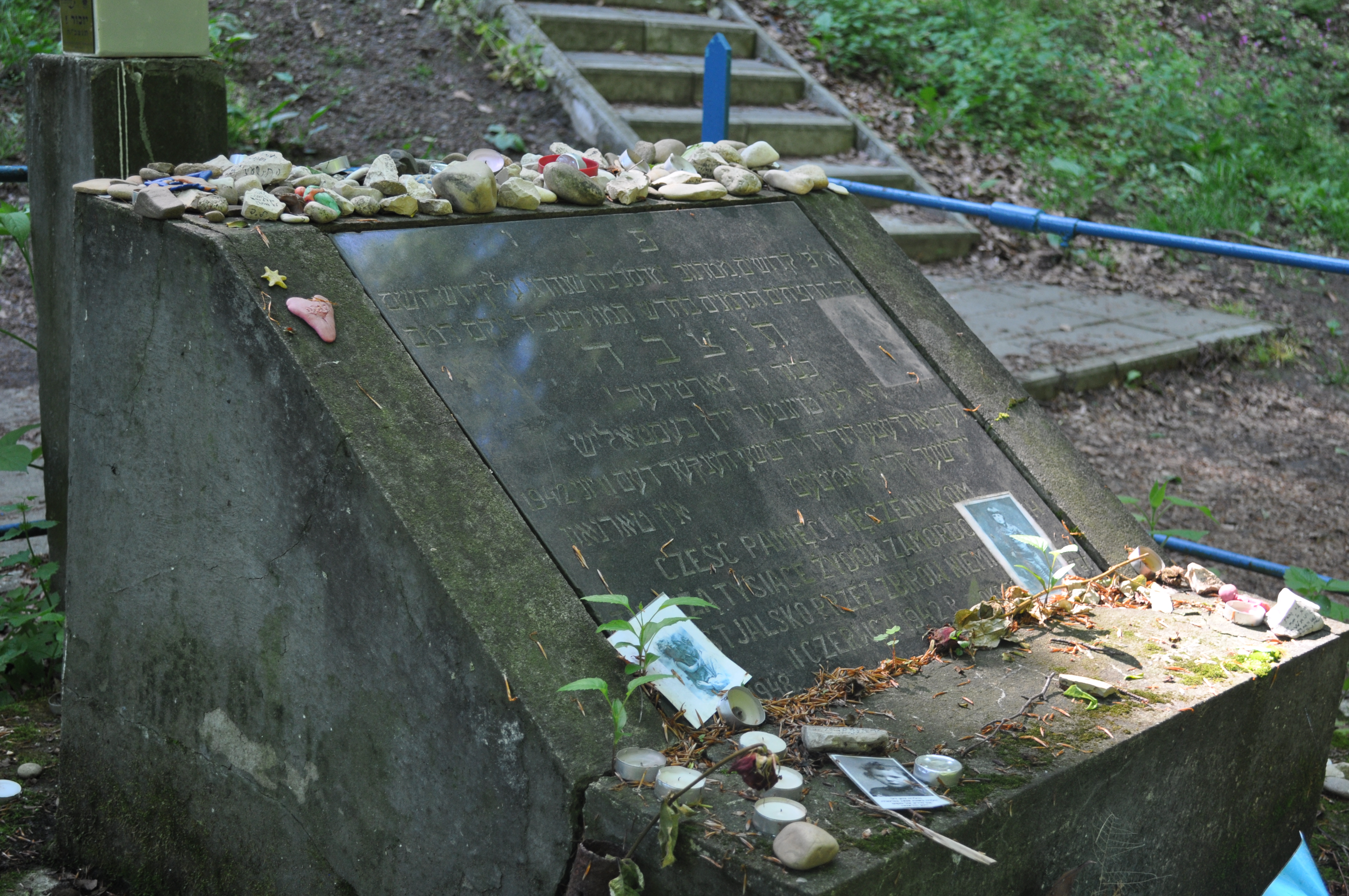
Tablica upamiętniająca ofiary likwidacji getta tarnowskiego

11 czerwca 1942 Niemcy rozpoczęli w Tarnowie pierwszą zakrojoną na szeroką skalę akcję eksterminacyjną wymierzoną w ludność żydowską. W ciągu ośmiu dni wywieziono do obozu zagłady w Bełżcu od 3,5 tys. do 10 tys. mieszkańców getta. W tym samym czasie na rynku i pobliskich ulicach, a także na terenie żydowskiego cmentarza, zastrzelono lub zakatowano na śmierć ponad 3 tys. Żydów. Kiedy masowe groby na cmentarzu zapełniły się zwłokami, Niemcy postanowili rozstrzelać część ofiar w lesie koło Zbylitowskiej Góry.
Pod nadzorem Niemców polscy robotnicy z Baudienstu zawczasu przygotowali w Buczynie masowe groby . Pierwsze egzekucje tarnowskich Żydów zostały tam przeprowadzone 15 czerwca. W ciągu kilku dni z rąk funkcjonariuszy SS i policji niemieckiej zginęło od 6 do 7 tys. Żydów. Wśród ofiar przeważały osoby niezdolne do pracy – starcy, dzieci, chorzy i niepełnosprawni . Zginęło m.in. około 800 dzieci z żydowskiego sierocińca, które celem zaoszczędzenia amunicji Niemcy wpędzili do jednego z grobów, a następnie wymordowali przy użyciu granatów . Najmłodsze dzieci zabijano, chwytając za nogi i roztrzaskując ich głowy o pnie drzew  i o duży półokrągły kamień. W filmie dokumentalnym Archiwum istnień z 2009 roku zarejestrowano relację świadka tych wydarzeń:

Ten kamień razem z tą krwią kazali Baudienstowi zebrać i rzucili tu gdzie te dzieci są pochowane. Bo to strasznie śmierdziało. Tak śmierdziało tu, że sołtys wniósł do KreisHauptmanna prośbę, żeby coś zrobić bo tu cholera zapanuje. (...) No i nawieźli jeszcze tego wapna chlorowego no i ziemią już tak grubo nasypali. Ale i tak śmierdziało i taka ropno krew szła tam niży tym wąwozem [w stronę Dunajca] to tam strasznie rosły maliny. Ale nikt tych malin nie chcioł zbierać. Bo wyrosły na żydowskiej krwi.

Zeznania innych świadków wskazują, że część ofiar pogrzebano żywcem w masowych grobach.

Jeden strzał musiał wystarczyć. Kata hitlerowskiego nie obchodziło, czy ofiara została uśmiercona pierwszym strzałem. Dla każdego kula i natychmiast do masowego grobu. Hitlerowskie bestie w większości przypadków oszczędzały kule dla dziecka i wrzucały żywcem do dołu. Okoliczni chłopi opowiadali później, że spod ziemi słyszano ludzkie jęki.

Nie była to jedyna masakra Żydów dokonana w lesie Buczyna. Wiadomo bowiem, że w 1942 roku mordowano w tym miejscu Żydów przywiezionych z getta w Brzesku. W egzekucjach ginęły całe rodziny. Łączna liczba Żydów zamordowanych w Buczynie mogła sięgnąć nawet 8 tys. 

## Po wojnie

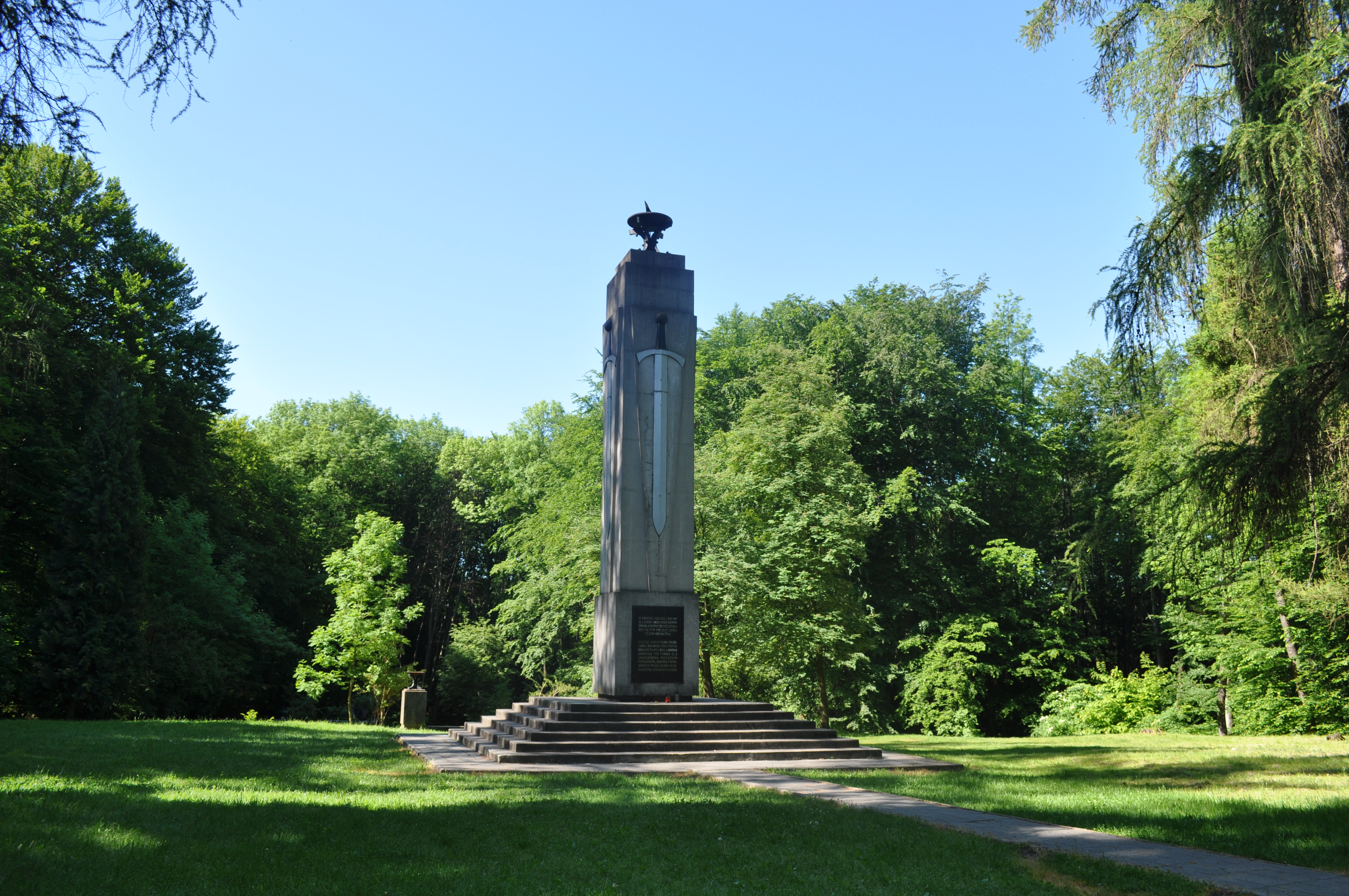
Pomnik Ofiar Terroru Hitlerowskiego

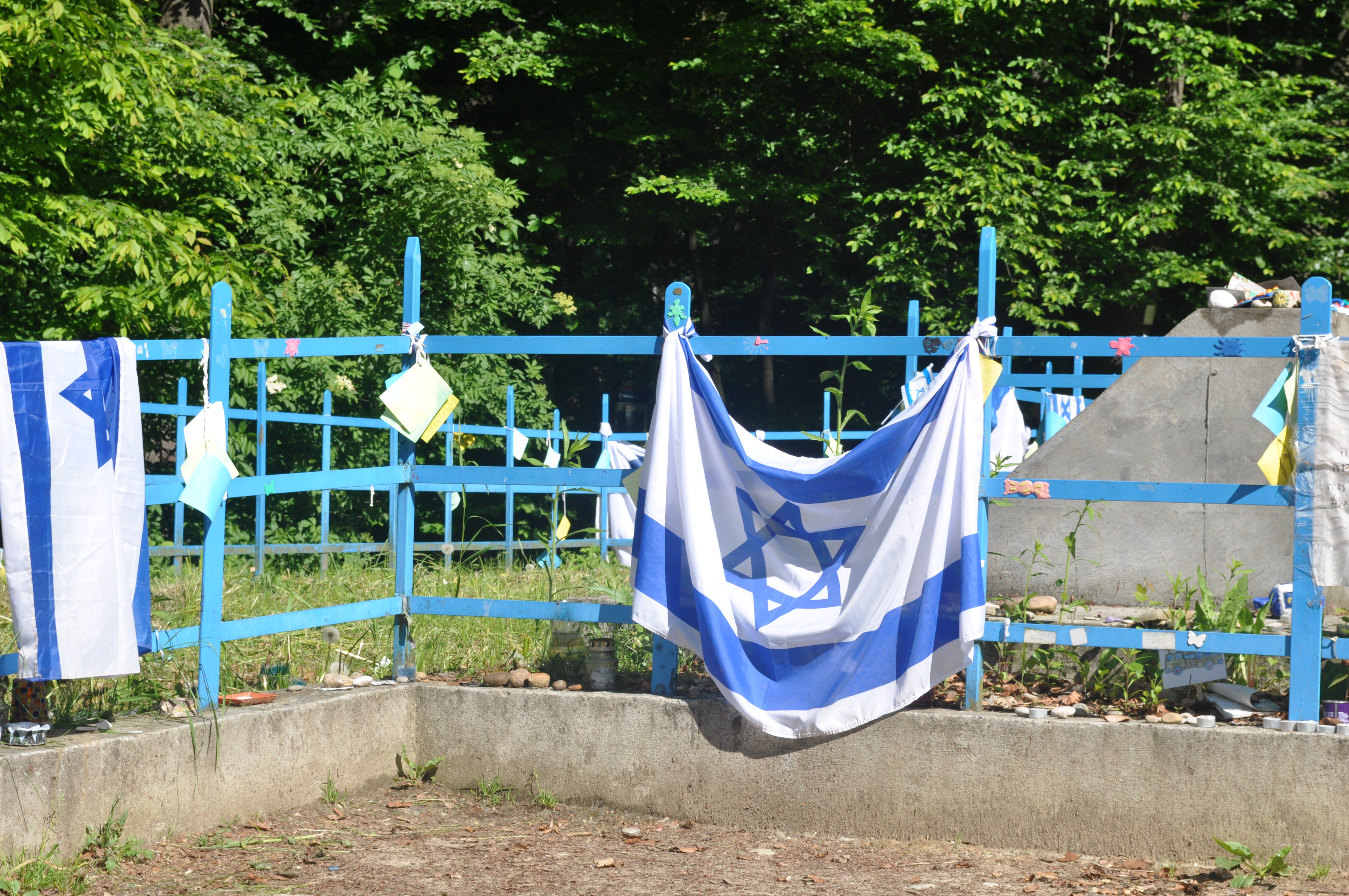
Flaga Izraela na jednej z mogił

3 listopada 1945 przeprowadzone zostały oględziny masowych grobów w lesie Buczyna. Polskim śledczym i historykom nie udało się ustalić dokładnej liczby ofiar. Zazwyczaj jest ona szacowana na około 10 tys. Taka sama liczba widnieje także na pomniku, który wzniesiono po wojnie na miejscu zbrodni  . Z kolei Rejestr miejsc i faktów zbrodni popełnionych przez okupanta hitlerowskiego na ziemiach polskich w latach 1939–1945 szacuje liczbę zamordowanych na około 8 tys. Ustalono nazwiska 109 ofiar .
W 1948 roku  na miejscu zbrodni wzniesiono pomnik projektu Tadeusza Maxa. Ma on formę obelisku uwieńczonego zniczem, na którego ścianach wykuto miecze oraz umieszczono napis „Chwała ofiarom terroru hitlerowskiego”. Zaznaczono także symboliczne kształty sześciu zbiorowych mogił. Zostały one upamiętnione niewielkimi nagrobkami i pomnikami  .
Masowe groby w lesie Buczyna są największym cmentarzem ofiar Holocaustu znajdującym się w obecnych granicach Polski. Od 2002 roku każdego czerwca odbywa się w tym miejscu inauguracja Dni Pamięci Żydów Galicyjskich . Cmentarz, a w szczególności mogiła, w której pogrzebano 800 dzieci, stał się celem pielgrzymek Żydów z Izraela i z innych państw  . Liczba odwiedzających jest szacowana na kilkadziesiąt tysięcy rocznie .
W 2015 roku badacze działający na zlecenie komisji rabinicznej ds. cmentarzy żydowskich ponownie przebadali las, wykorzystując w tym celu m.in. georadar. W wyniku prac poszukiwawczych natrafiono na ślady siedmiu nieznanych wcześniej zbiorowych mogił. Ze względu na fakt, iż zasady judaizmu zabraniają rozkopywania grobów i ekshumacji ciał, nie jest możliwe ich dokładne przebadanie, a tym samym weryfikacja liczby ofiar. Oznaczenie i upamiętnienie nowo odkrytych grobów zaplanowano na 2016 rok .